# Berlin-Wilmersdorf
 (octobre 2024).
Si vous disposez d'ouvrages ou d'articles de référence ou si vous connaissez des sites web de qualité traitant du thème abordé ici, merci de compléter l'article en donnant les références utiles à sa vérifiabilité et en les liant à la section « Notes et références ».
Berlin-Wilmersdorf [ˈvɪlmɐsdɔʁf]  est un quartier du centre-ouest de Berlin, capitale de l'Allemagne. Il fait partie de l'arrondissement de Charlottenbourg-Wilmersdorf. Avant la réforme de l'administration de 2001, il constituait l'ancien district de Wilmersdorf intégrant également les actuels quartiers de Grunewald, Halensee et Schmargendorf. 
Ce quartier bourgeois est essentiellement résidentiel, issu autour d'un ancien village-rue et domaine seigneurial pendant l'extension urbaine de Berlin à la fin du XIXe siècle. Wilmersdorf est également le siège de la Faculté de Musique de l'Université des arts de Berlin et de l'Institut Max-Planck de développement humain.

## Géographie

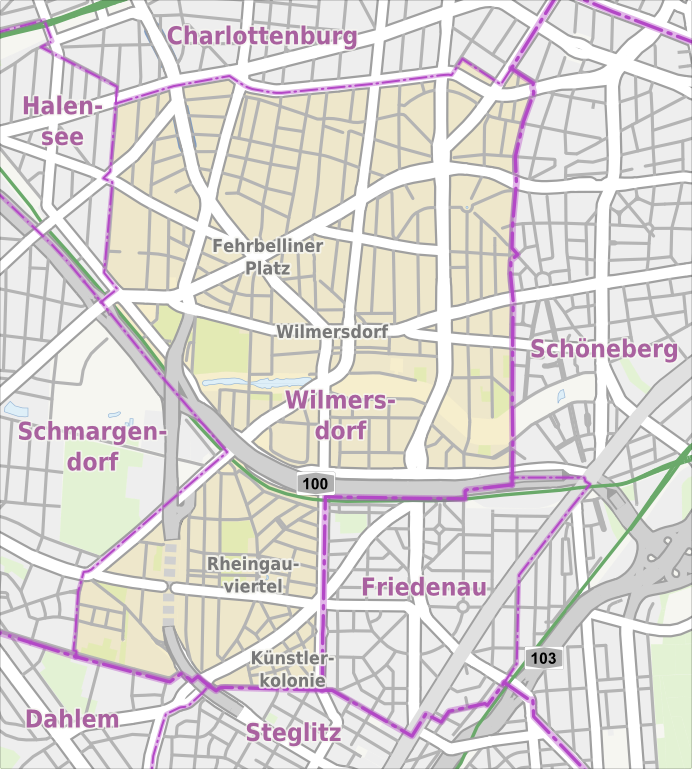
Carte de Wilmersdorf et des quartiers limitrophes.

Le quartier se situe en bordure sud de la vallée proglaciaire de Berlin qui y ascend[Traduire passage] vers le plateau de Teltow. Au nord, Wilmersdorf confine au quartier de Charlottenbourg ; à l'ouest, il s'étend jusqu'aux quartiers de Halensee et de Schmargendorf. Il confine à l'arrondissement de Tempelhof-Schöneberg à l'est et à l'arrondissement de Steglitz-Zehlendorf au sud.
Le Ringbahn (petite ceinture) du S-Bahn ainsi que les lignes 3, 7 et 9 du métro de Berlin traversent le quartier. Par ailleurs, la Bundesautobahn 100 (Stadtring) est parallèle à la petite ceinture. 

## Histoire
Le village de Wilmerstorff, issu de la colonisation germanique dans la marche de Brandebourg, est mentionné pour la première fois en 1293. Les colons proviennent de Souabe, de Thuringe, de Flandre et de Westphalie.

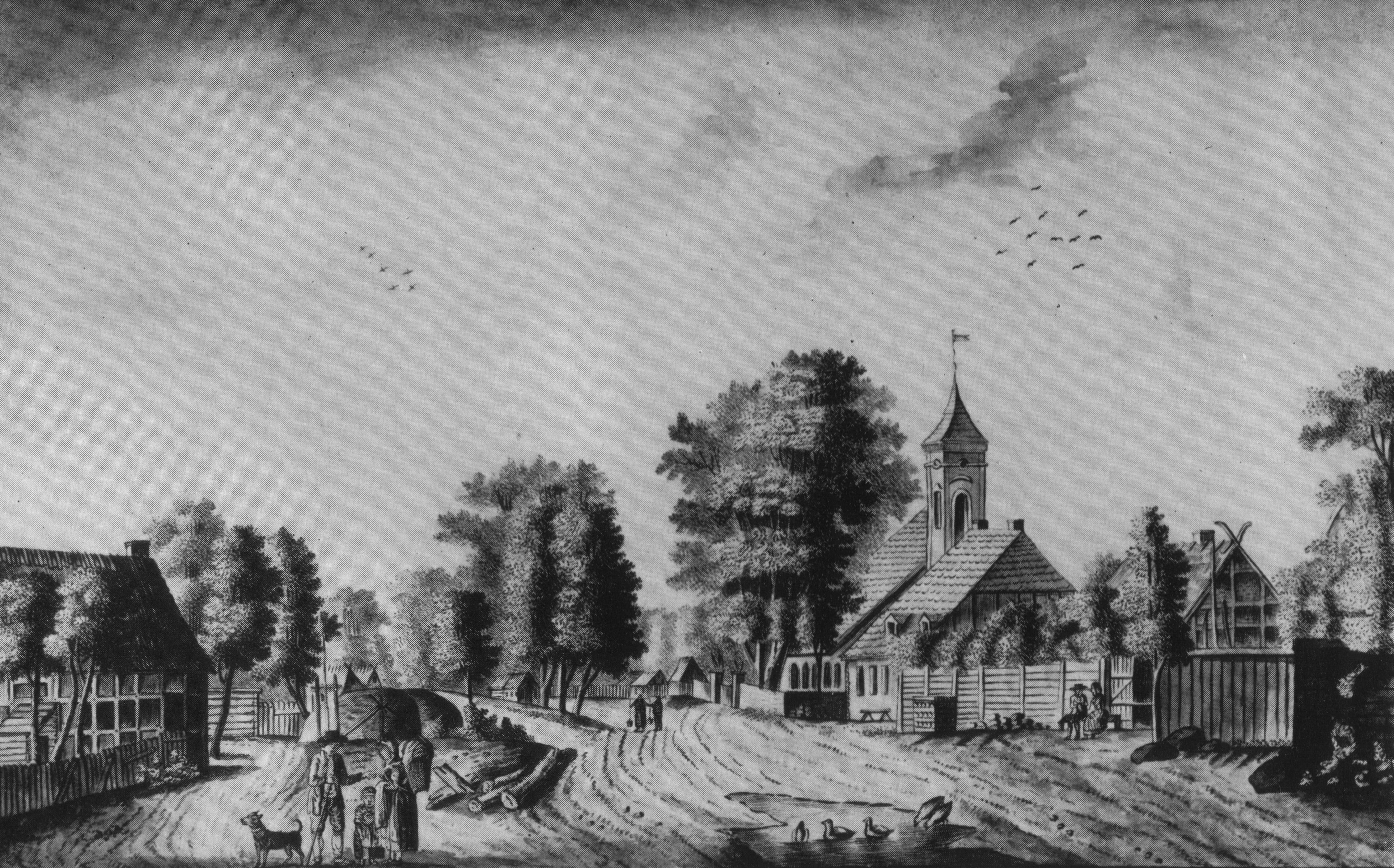
Église du village, vers 1797.

Au XVIIIe siècle déjà, Deutsch-Wilmersdorf est devenu une destination appréciée de citadins de Berlin qui recherchaient la détente. Dès le milieu du XIXe siècle, l'explosion démographique dans l'agglomération et la spéculation foncière ont mené à une implantation des constructions excessivement dense dans certains tracés du plan Hobrecht. Un nouvel essor coïncide avec l'époque du wilhelminisme pendant les années qui précédèrent la Première Guerre mondiale. 
Au moment de la création du Grand Berlin, en 1920, elle formait l'une des sept villes indépendantes qui furent annexées à la capitale, qui donne alors son nom à un district de la capitale allemande. Pendant la séparation de la ville, celui-ci faisait partie du secteur ouest. Puis, il fusionna avec l'ancien district de Charlottenbourg, formant ainsi le quatrième des douze nouveaux arrondissements (Bezirke) de la ville.

Son territoire devait être ensuite scindé en trois quartiers : Schmargendorf, Grunewald, Halensee et Wilmersdorf.

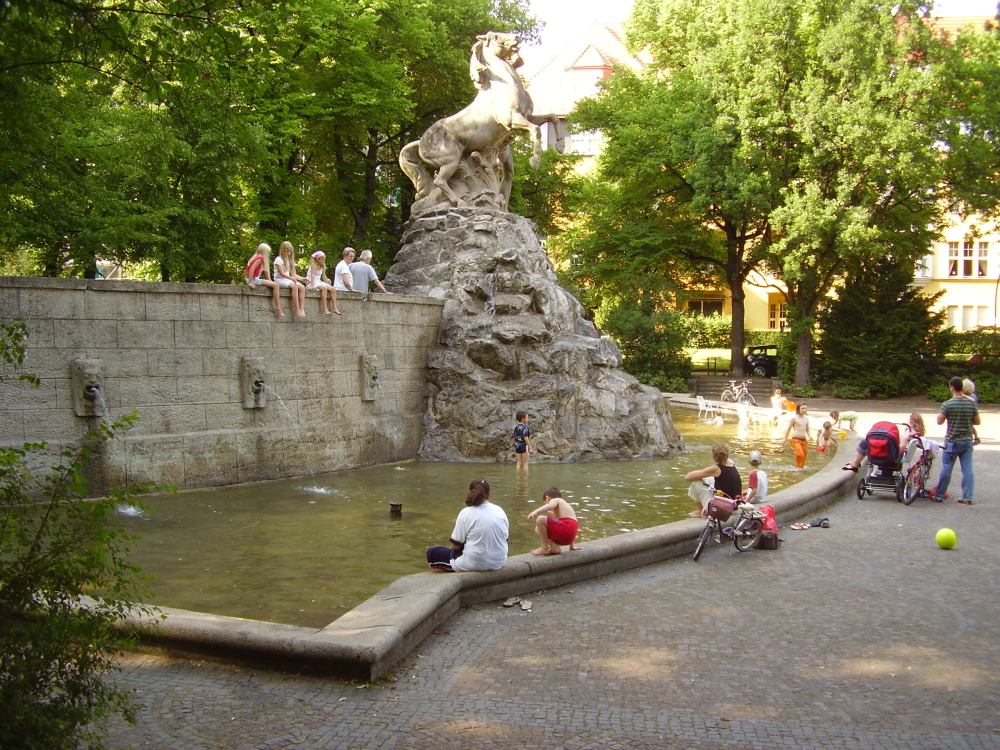
Rüdesheimer Platz dans le Rheingauviertel.
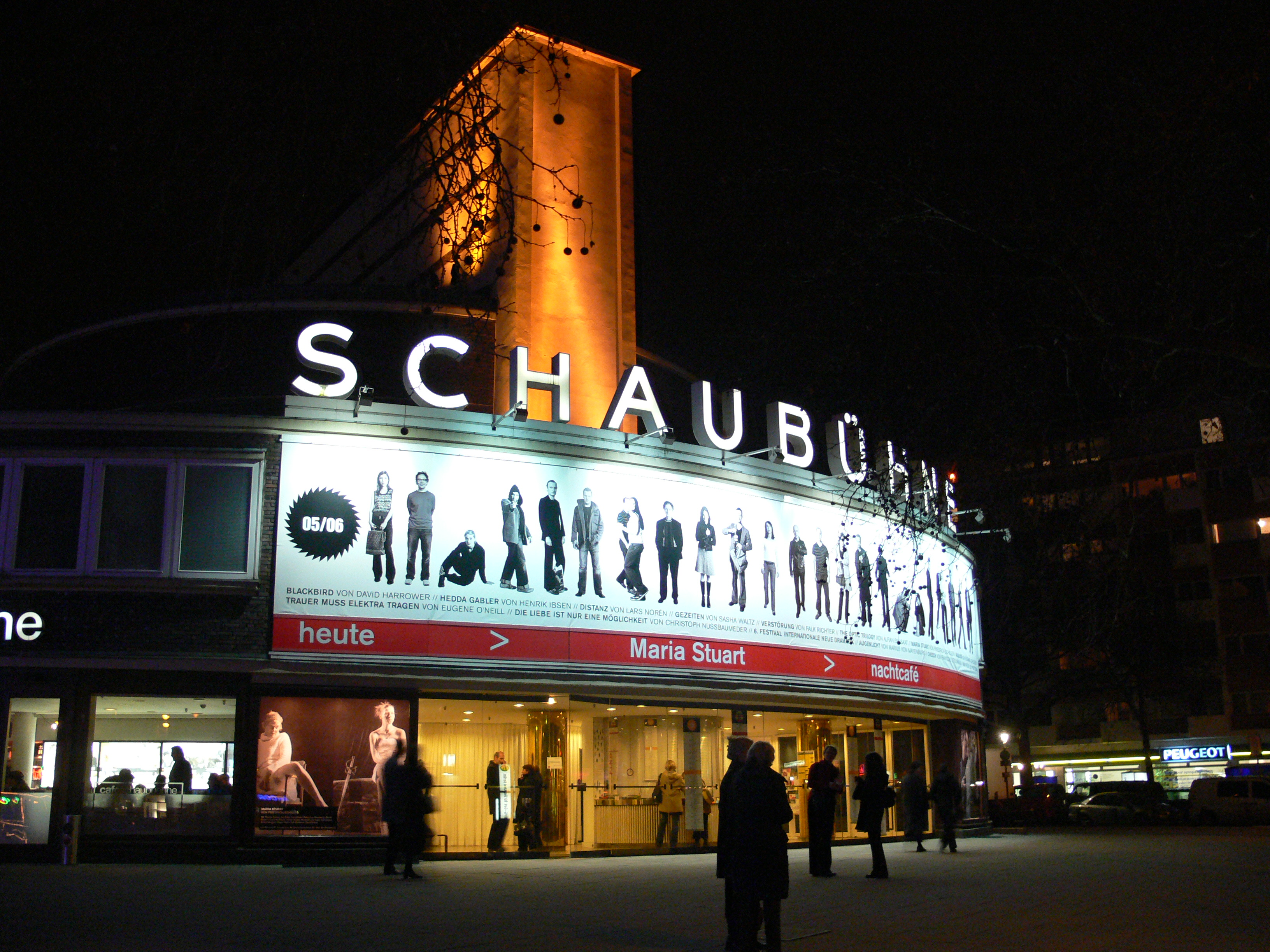
Théâtre Schaubühne am Lehniner Platz.
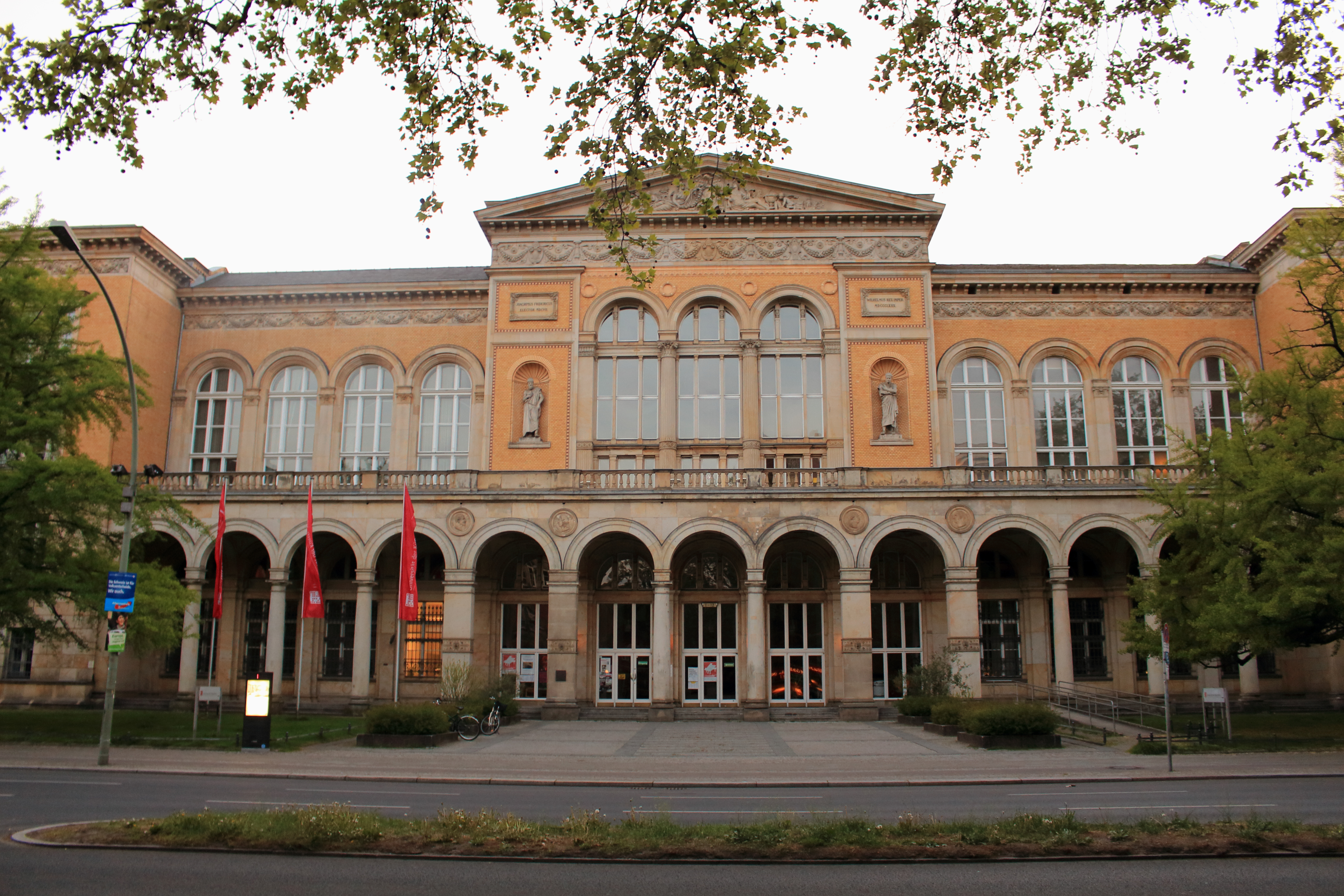
Université des arts de Berlin.
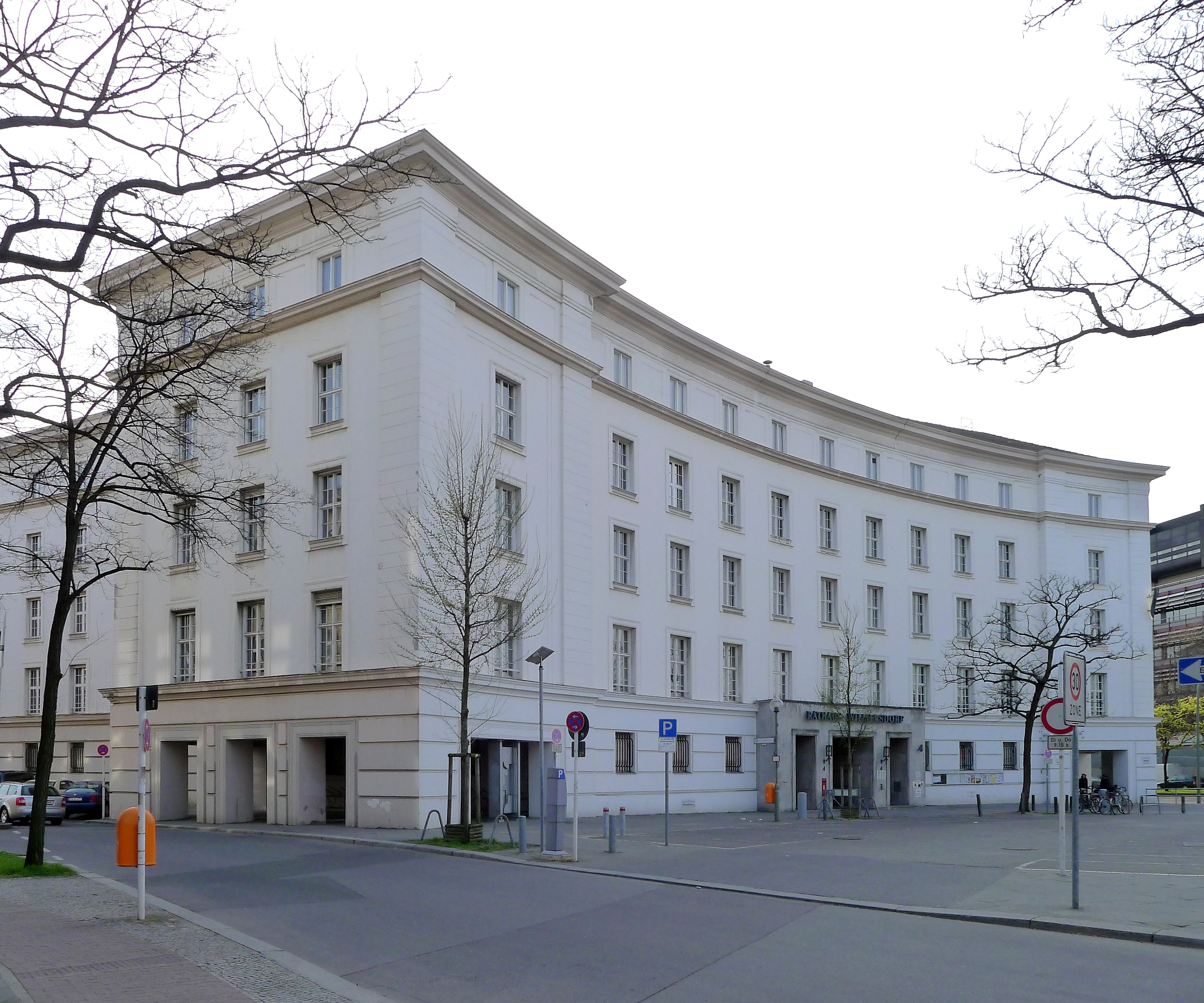
Ancien mairie de Wilmersdorf.

## Démographie
Le quartier comptait 100 320 habitants le 1er janvier 2017 selon le registre des déclarations domiciliaires.

## Rues importantes
- Hohenzollerndamm ;
- Kurfürstendamm, partie sud-ouest avec la Schaubühne am Lehniner Platz.

## Lieux de culte
- Cathédrale de la Résurrection-du-Christ de Wilmersdorf
- Église de la Sainte-Croix de Wilmersdorf
- Église de l'Immaculée-Conception
- Église Saint-Louis de Wilmersdorf
- Église Saint-Pierre de Berlin-Wilmersdorf
- Mosquée de Berlin-Wilmersdorf

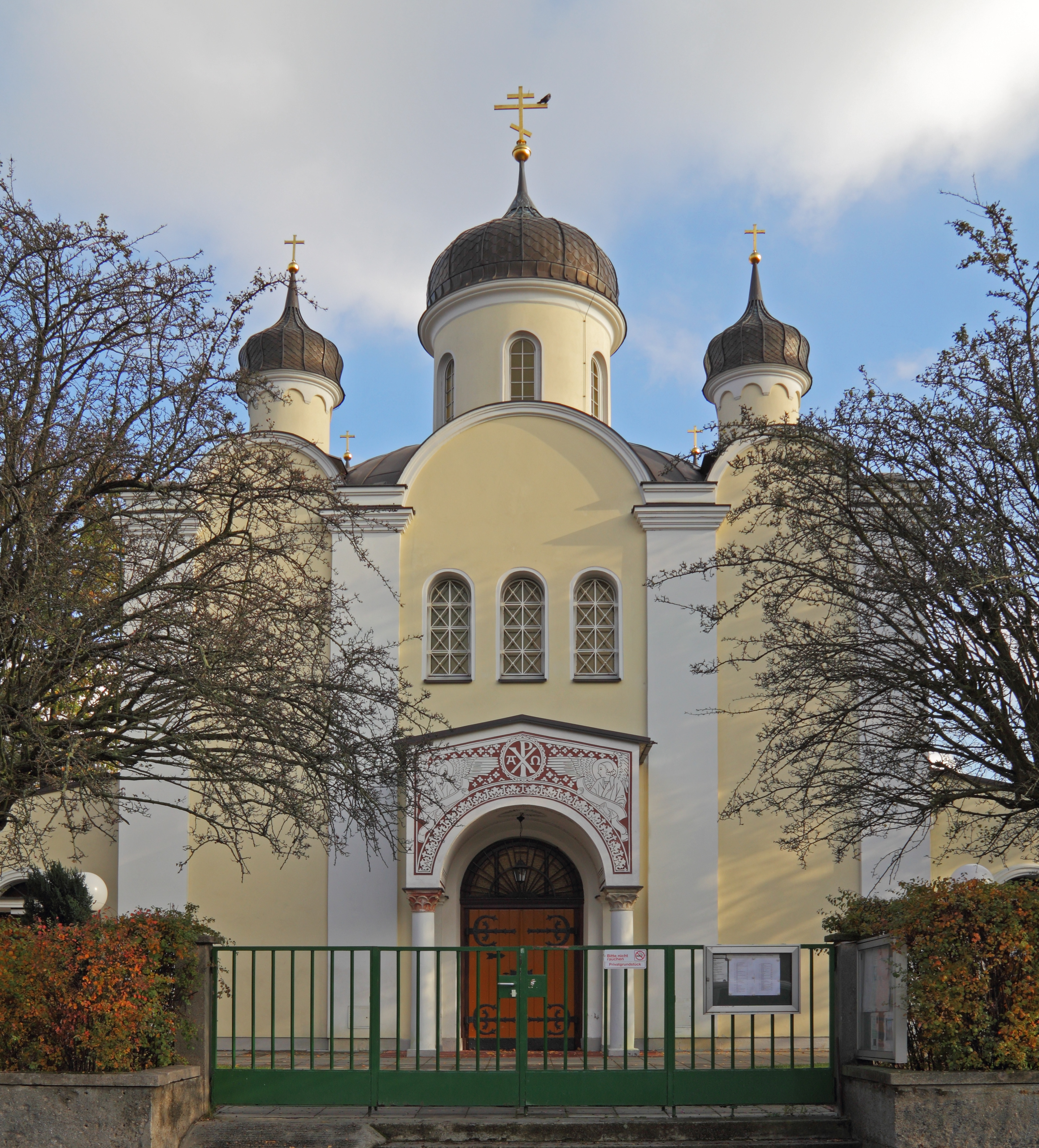
Cathédrale russe de Charlottenbourg-Wilmersdorf
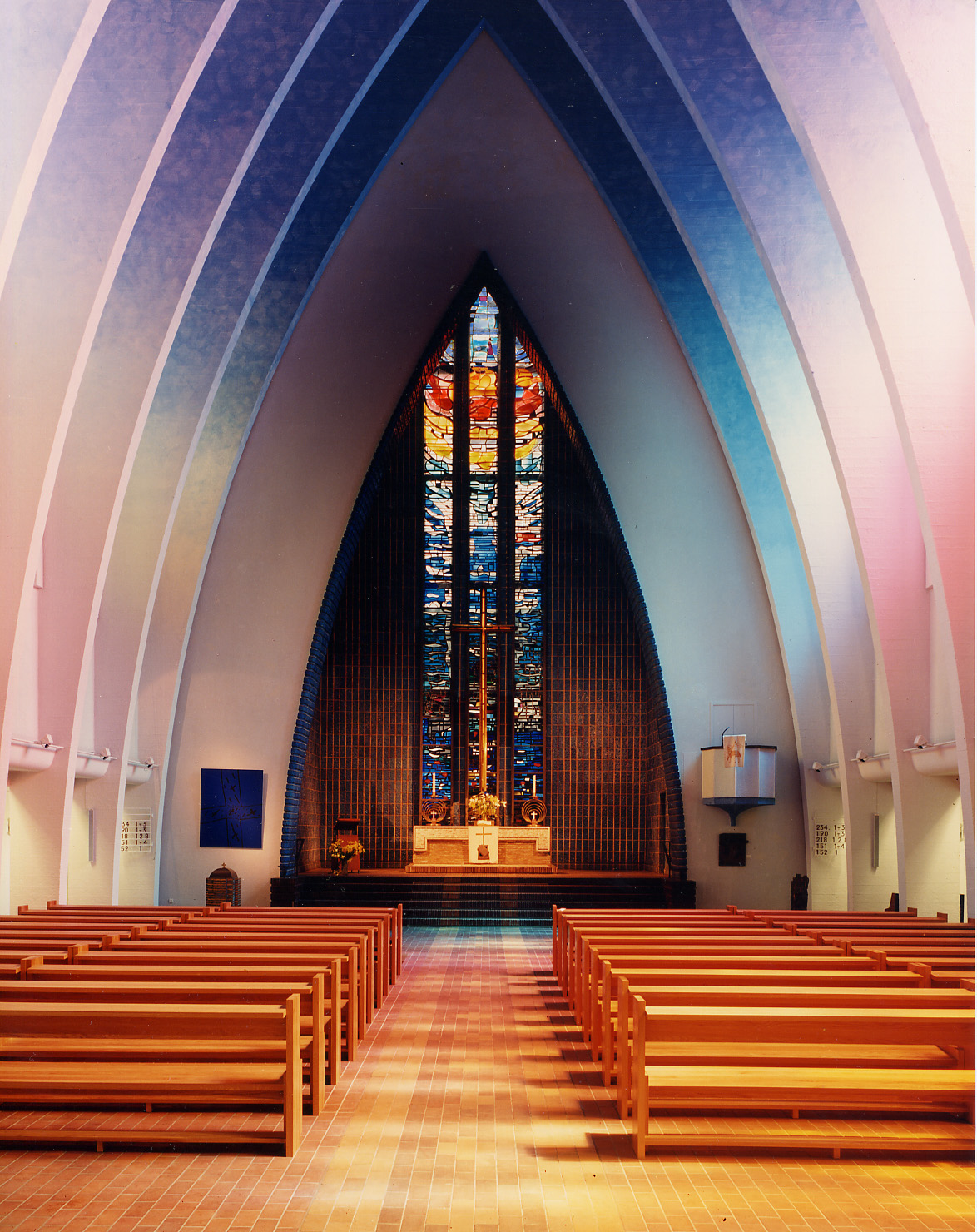
Église luthérienne évangélique de la Hohenzollernplatz
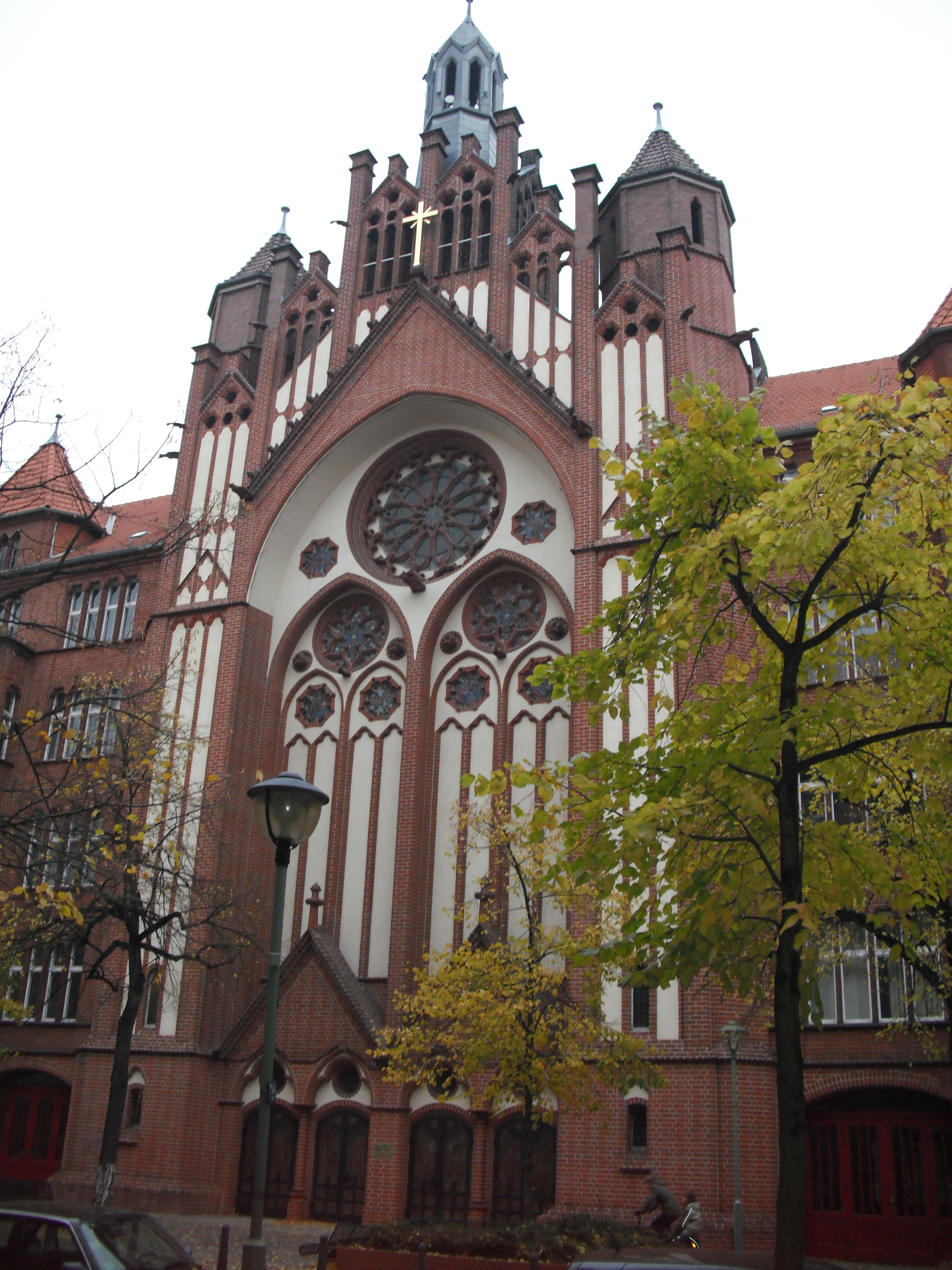
Église de la Sainte-Croix
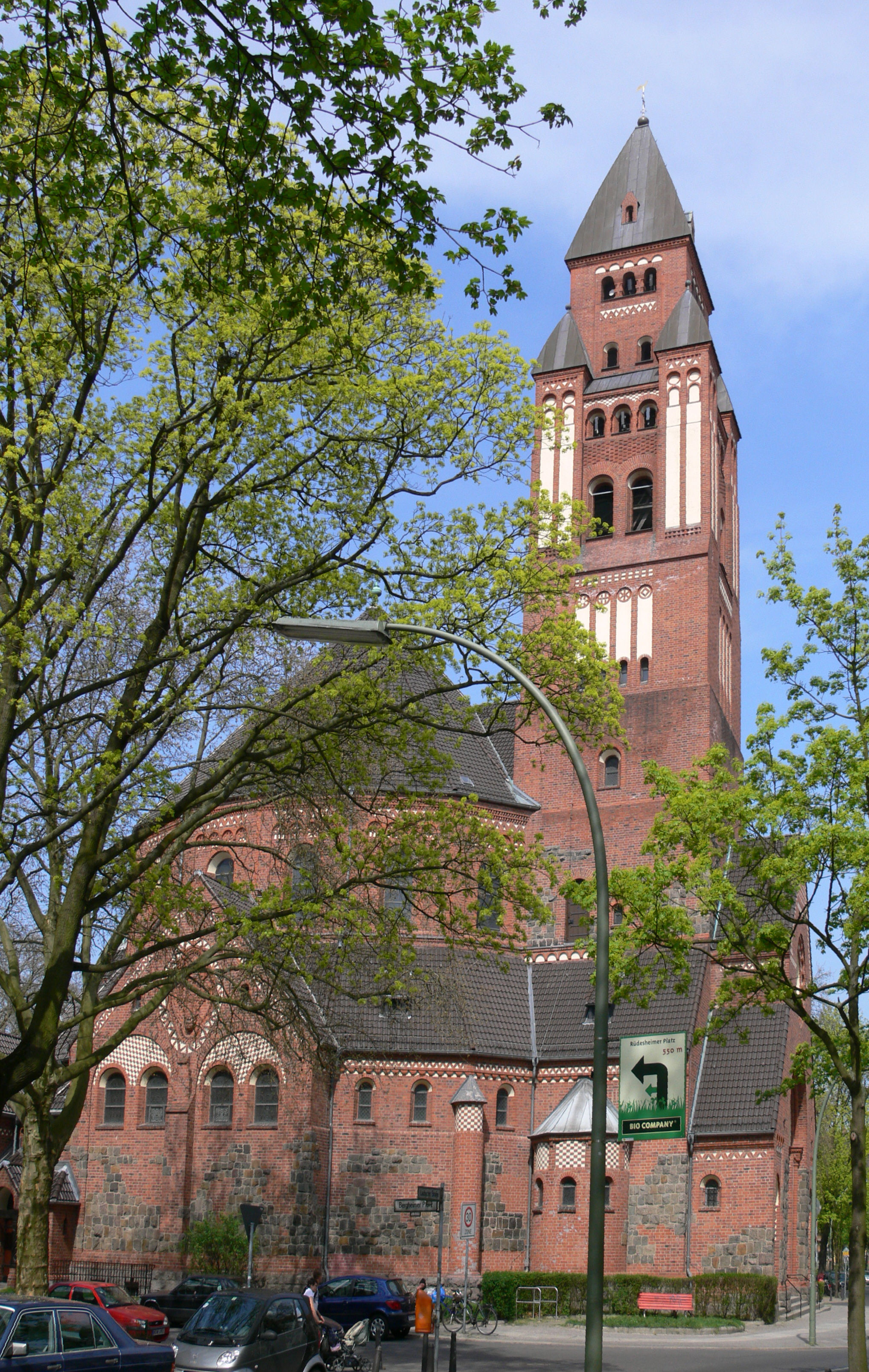
Église de l'Immaculée-Conception
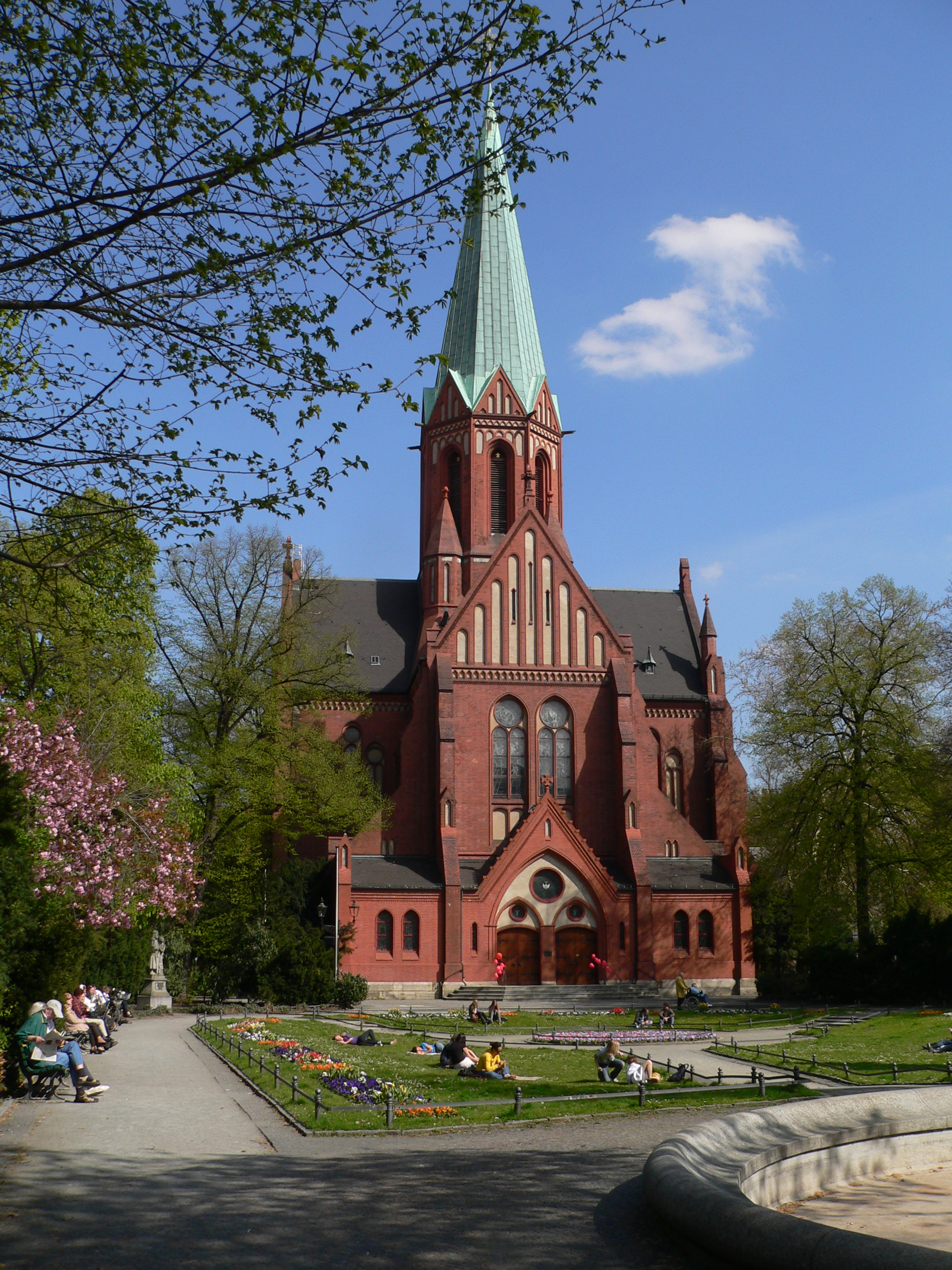
Église Saint-Louis de Wilmersdorf

## Transport

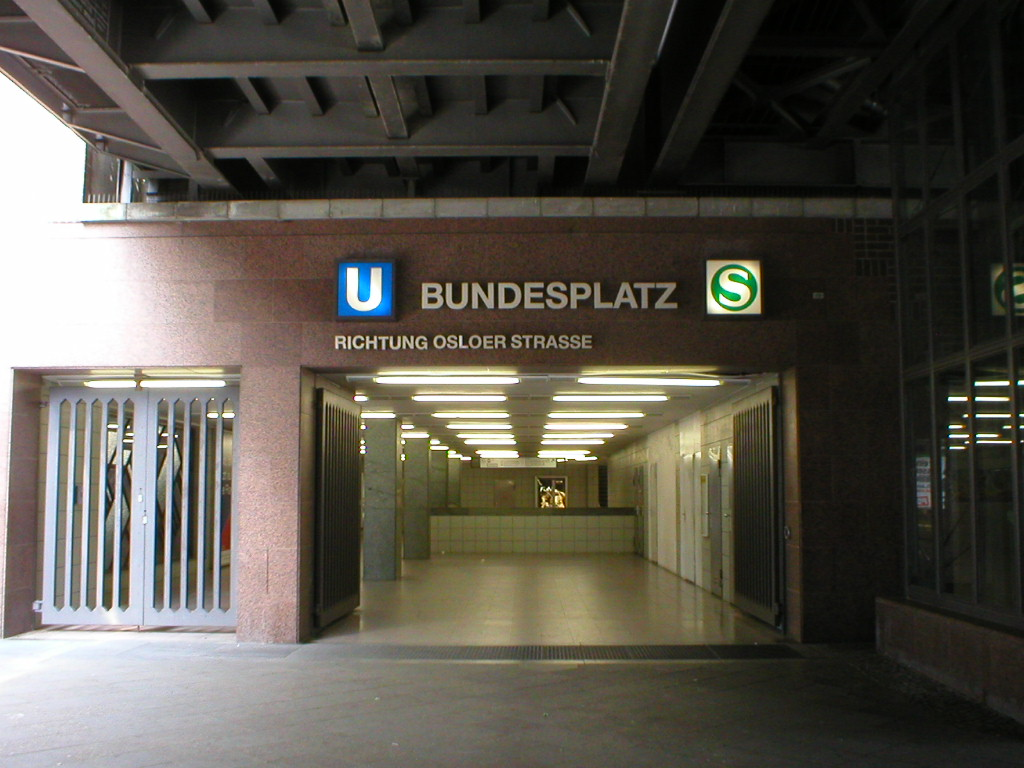
Gare de Bundesplatz.

### Gares de S-Bahn
| Ringbahn : Bundesplatz Heidelberger Platz Hohenzollerndamm |

### Stations de métro
| : Hohenzollernplatz Fehrbelliner Platz Heidelberger Platz Rüdesheimer Platz | : Konstanzer Straße Fehrbelliner Platz Blissestraße Berliner Straße | : Spichernstraße Güntzelstraße Berliner Straße Bundesplatz |

## Personnalités liées à Wilmersdorf
- Alfred Lichtenstein (1889-1914), écrivain expressionniste ;
- Cora Berliner (1890-1942), économiste, morte en déportation, a vécu à Wilmersdorf ;
- Axel von Harnack (1895-1974), scientifique allemand, historien et philologue ;
- Elisabeth Pungs (1896-1945), résistante communiste contre le nazisme
- Dörte Helm (1898-1941), artiste, peintre, graphiste et tisserande ;
- Oda Schaefer (1900-1988), écrivain et journaliste ;
- Gerhard Krüger (1902-1972), philosophe ;
- Annedore Leber (1904-1968), résistante, femme politique, journaliste et éditrice
- Ilse Demme (1909-1969), résistante contre le nazisme, enseignante
- Ruthild Hahne (1910-2001), résistante contre le nazisme et sculptrice ;
- Alexandra Ramm-Pfemfert (1883-1963), traductrice, journaliste et galeriste
- Christian Thielemann (né en 1959), chef d'orchestre ;
- Bernd Siebert (né en 1964), mathématicien ;
- Klaus-Dieter Gröhler (né en 1966), homme politique ;